# Kanton Calais-2
Kanton Calais-2 (francouzsky Canton de Calais-2) je francouzský kanton v departementu Pas-de-Calais v regionu Hauts-de-France. Tvoří ho 25 obcí a část města Calais. Zřízen byl v roce 2015.

## Obce kantonu
- Alembon
- Andres
- Ardres
- Les Attaques
- Autingues
- Bainghen
- Balinghem
- Bouquehault
- Boursin
- Brêmes
- Caffiers
- Calais (část)
- Campagne-lès-Guines
- Coulogne
- Fiennes
- Guînes
- Hardinghen
- Herbinghen
- Hermelinghen
- Hocquinghen
- Landrethun-lès-Ardres
- Licques
- Louches
- Nielles-lès-Ardres
- Rodelinghem
- Sanghen